# Carrera Island
Carrera Island ist eine im Nordwesten des karibischen Inselstaates Trinidad und Tobago liegende Insel, die gemeinsam mit der Nachbarinsel Cronstadt Island die Inselgruppe San Diego Islands bildet. Verwaltungstechnisch zählt Carrera Island zur Region Diego Martin. Seit dem 19. Jahrhundert wurde sie primär als Gefängnisinsel und Steinbruch genutzt. Ein Besuch bedarf einer behördlichen Genehmigung.

## Geographie
Die Inselgruppe der Diego Islands ist dem Nordwestzipfel Trinidads, Chaguaramas, vorgelagert. Beide der Gruppe zugehörige Inseln liegen südlich der Halbinsel Point Gourde; Carrera ist die östliche der beiden. Die 8,1 ha große Insel besteht zum größten Teil aus Kalkstein und stellt gemeinsam mit Cronstadt die Überreste eines Riffs dar. Carrera ist grob halbkreisförmig. Das Inselinnere ist dicht bebaut, so dass es nur in Ufernähe zusammenhängende Bewuchszonen gibt. Um die Insel herum herrschen starke Strömungen.

## Geschichte
Unter den Spaniern, die ab 1498 Kolonialherren von Trinidad waren, hieß die Insel Isla Larga („Lange Insel“), obwohl der Name nicht zur Form der Insel passte. Eigentümerin war zunächst die spanische Krone. 1791 übertrug der damalige Gouverneur von Trinidad, José María Chacón, die Insel an die Cabildo, das selbstverwaltende administrative Organ Trinidads, das das Land verpachtete.
1797 eroberten die Briten Trinidad und damit auch die Isla Larga, die zunächst Long Island benannt wurde. Unter Gouverneur Thomas Hislop wurde die Insel zwischen 1803 und 1811 vermessen, und ein Wegesystem wurde angelegt. Noch 1820 verdiente die Cabildo (die zunächst auch unter den Briten weiter existierte) an der Verpachtung der Insel. 1830 kaufte ein in Port of Spain ansässiger Spediteur namens Carrera die Insel, errichtete sich dort ein Wochenendhaus und ließ Kalkstein abbauen. Nach diesem Eigentümer wurde die Insel fortan benannt. Von 1854 bis 1856 diente Carrera als Wohnstätte für die Aufseher des Baus des später „Hart's Cut“ genannten Kanals, der die Verbindung der Halbinsel Point Gourde mit dem Festland an ihrer schmalsten Stelle durchschnitt. Die Befestigung des Kanals bestand aus auf Carrera gebrochenem Kalkstein. In den Folgejahren diente die Insel als Außenstelle des Colonial Hospital in Port of Spain (das heutige Port of Spain General Hospital), in der Patienten mit Geschwüren behandelt wurden, da Seeluft und -bäder als heilsam angesehen wurden. 1866 diente die Insel kurzzeitig als Sammelstelle und Quarantänestation für Immigranten. Zu dieser Zeit strömten zahlreiche Inder auf die Insel, die nach dem Ende der Sklaverei als Indenturarbeiter angeworben worden waren. Nachdem auf der nahe gelegenen Insel Nelson Island eine geeignete Infrastruktur geschaffen worden war, wurde die Sammelstelle dorthin verlegt.

### Nutzung als Gefängnisinsel
Ab spätestens 1873 wurden Strafgefangene auf Carrera für den Abbau von Stein für den Straßenbau eingesetzt; 1873 waren dies 16 Gefangene, 1875 bereits 41. 1875 wurde Trinidad durch eine Serie von Gefängnisausbrüchen erschüttert, was zu Planungen für einen Gefängnisbau auf Carrera führte. 1877 wurde mit dem Bau eines Gefängniskomplexes begonnen, 1880 erfolgte die Fertigstellung. Errichten mussten die Anlage die bereits auf der Insel inhaftierten Strafgefangenen. Die ersten 56 Insassen waren Sträflinge der Gefängnisse im zentraltrinidadischen Longdenville und dem im äußersten Südwesten gelegenen Irois. Das Gefängnis wurde ausgebaut; 1901 umfasste es bereits 211 Zellen. Zwischen 1901 und 1905 wurden jährlich etwa 10 % der Häftlinge durch wiederkehrende Ausbrüche der Ruhr getötet. Einige Jahre später kam es zu einer Malariaepidemie. 1902 wurde Captain Percy Fraser in seiner Eigenschaft als Assistent des Inspektors der trinidadischen Gefängnisse Direktor des Gefängnisses auf Carrera, eine Stellung, die er bis 1931 (und auch nach seiner Beförderung zum Inspektor 1905) beibehielt.
Während des Ersten Weltkriegs wurden die Gefangenen eingesetzt, um Verteidigungsstellungen auf der benachbarten Insel Gaspar Grande sowie auf Nelson Island zu errichten. In den 1920er-Jahren war die höchste Erhebung der Insel durch die Steinbrucharbeiten so weit abgetragen, dass ein Cricketfeld errichtet werden konnte. Ein Cricketteam aus Häftlingen spielte gegen Mannschaften vom Festland. Die Wirtschaft der Insel wurde in dieser Zeit diversifiziert; zum Bergbau kamen die Weiterverarbeitung des Steins, aber auch die Verarbeitung von Sisalfasern zu Matten und Seilen sowie ein Backbetrieb hinzu.
Berühmtester Insasse des Gefängnisses war Boysie Singh, der in den 1940er- und 1950er-Jahren als Pirat die Meerenge Boca del Serpiente zwischen Trinidad und Venezuela unsicher machte, mehrere Amüsierbetriebe in Port of Spain unterhielt und 1957 wegen Mordes hingerichtet wurde. Singh saß von 1927 bis 1931 in Carrera ein. 1931 kam es zu einem Aufstand der Gefangenen, die Wächter als Geiseln nahmen, sich aber von Direktor Fraser zur Aufgabe bewegen ließen.
Bis in die 1950er-Jahre hinein war Carrera an eine Dampfschifffahrtslinie angebunden, die von Port of Spain aus auch Cronstadt und die Bocas Islands bediente. 1970 wurde der Steinbruch stillgelegt; die Insel war zu diesem Zeitpunkt bereits zu einem guten Teil abgetragen. Der Anstieg der Kriminalität in Trinidad führte zu einem Anwachsen der Gefangenenzahl auf Carrera; der Höchststand wurde 2002 mit 490 Häftlingen erreicht. In den 2010er-Jahren mehrten sich Stimmen, die sich wegen der hohen Betriebskosten und des mittlerweile unzureichenden Standards der Einrichtung gegen eine Fortführung des Gefängnisbetriebs einsetzten. 2013 kündigte die trinidadische Regierung an, das Gefängnis auf Carrera schließen zu wollen.
Der letzte Fluchtversuch endete im Dezember 2017 mit dem Tod des Flüchtenden durch Ertrinken. 2021 kam es zu einem größeren Ausbruch von COVID-19 im Gefängnis, da die Unterbringung der Gefangenen in Gruppen von bis zu 60 Personen es nicht ermöglichte Infizierte zu isolieren. Mindestens 75 gefangene mussten hospitalisiert oder in andere Einrichtungen verlegt werden. Entgegen früherer Pläne, die Anlage zu schließen, gab Minister Fitzgerald Hinds im Juli 2022 bekannt, dass Vorplanungen für eine Entsalzungsanlage für das Gefängnis laufen. Im Januar 2025 war das Gefängnis weiterhin in Betrieb.

## Flora und Fauna
Bedingt durch die behördlichen Besuchsbeschränkungen gibt es kaum Erkenntnisse über Flora und Fauna der Insel. Die einzige Erhebung stammt aus dem Jahr 1984, als Hans Boos, der damalige Direktor des Emperor Valley Zoo in Port of Spain, mit Genehmigung der Polizeibehörde die Insel aufsuchen durfte. In einem Bericht für den Trinidad and Tobago Field Naturalist's Club stellte er fest, dass die Insel fast vollständig mit Einrichtungen des Gefängnisses bebaut sei. Boos notierte Stellen mit niedrigem Buschbewuchs, Gartenbau und eine kleine Kokosplantage. An Tieren fand er neben verwilderten Hauskatzen lediglich Grüne Leguane der Art Iguana iguana iguana sowie Saumfingerechsen der Art Anolis aeneus Gray.